# Nagar (Khas)
Nagar o Nagar Khas è una città e il capoluogo dell'omonimo distretto nella regione settentrionale di Gilgit-Baltistan in Pakistan.